# A második X – 10 új felvétel
A második X – 10 új felvétel Vastag Csaba magyar énekes második stúdióalbuma.

## Számlista
1. Már tudom (klip)
2. Visz az út
3. Szállj (klip)
4. Karton világ
5. Törött tükör
6. Menedék
7. Jégszív (feldolgozás)
8. You
9. Don't Let the Sun Go Down on Me (Duett Vastag Tamással)
10. My Way